# Pêche illégale, non déclarée et non réglementée

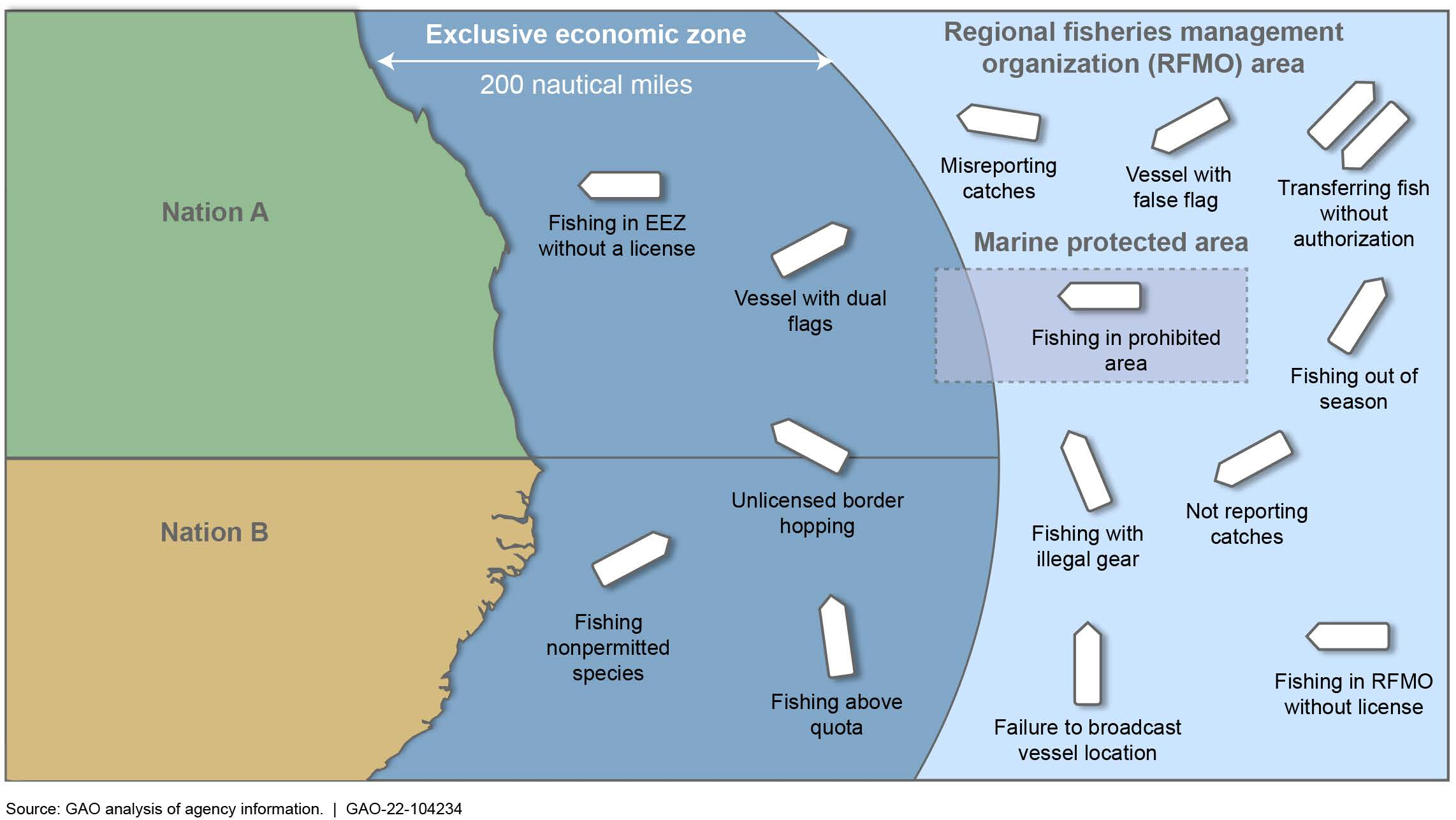
Types de pêches illégales, non déclarées et non réglementées.

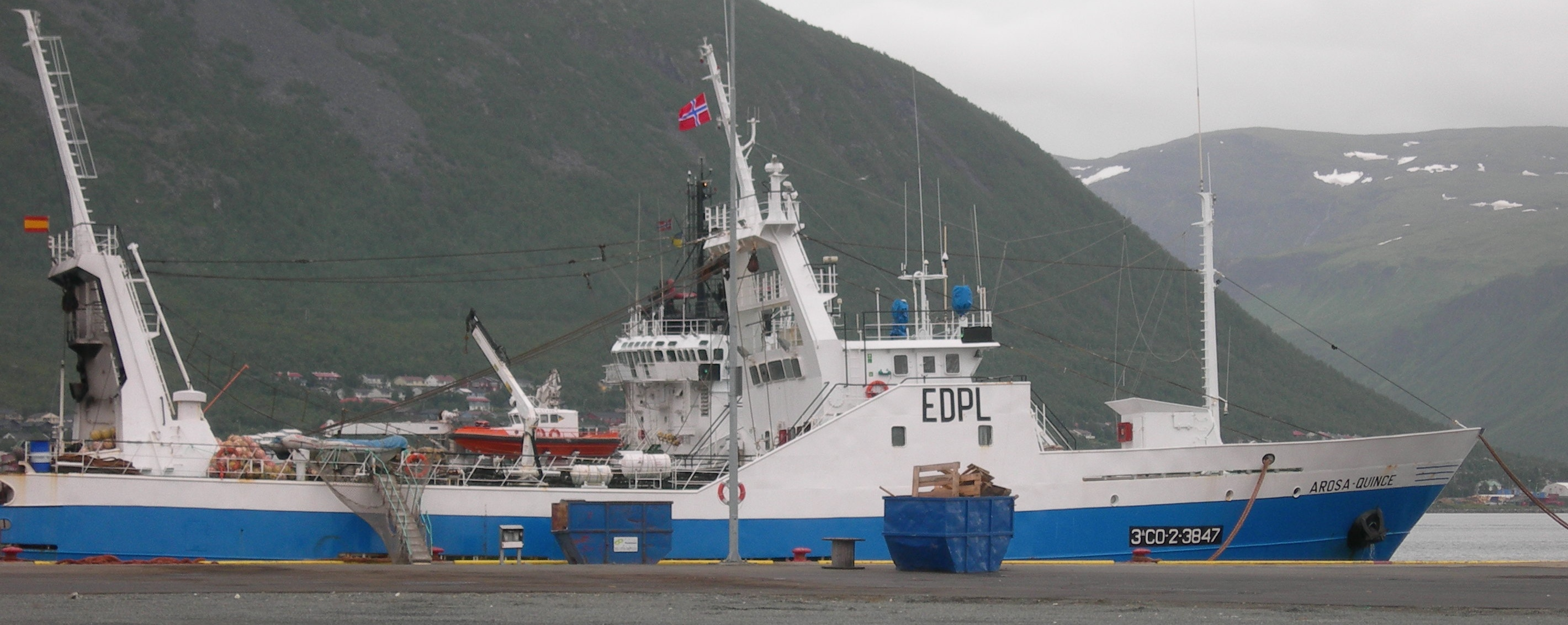
Le chalutier Arosa Quince à quai à Tromsø après avoir été arraisonné par la marine norvégienne pour pêche illégale en 2006.

La pêche illégale, non déclarée et non réglementée, pêche illicite, non déclarée et non réglementée ou INN (en anglais, illegal, unreported and unregulated fishing ou IUU, expression employée officiellement pour la première fois en 1997, à la seizième réunion de la Convention sur la conservation de la faune et la flore marines de l'Antarctique) est un problème dans le monde entier. Les observateurs du secteur de la pêche estiment que la plupart des pêcheries sont touchées par la pêche INN.
La pêche illégale a lieu lorsque des navires ou des pêcheurs opèrent en violation des lois d'une pêcherie. Cela peut s'appliquer aux pêcheries qui relèvent de la juridiction d'un État côtier ou aux pêcheries de haute mer réglementées par des organisations régionales de gestion des pêches (ORGP). Selon le Département des pêches et de l'aquaculture de l'Organisation des Nations unies pour l'alimentation et l'agriculture (FAO), la pêche illégale cause des pertes estimées à 23 milliards de dollars US par an, dont environ 30 % pour la seule Indonésie.
La pêche non déclarée est une pêche qui a été non déclarée ou mal déclarée à l'autorité nationale compétente ou à l'ORGP, en violation des lois et règlements applicables.
La pêche non réglementée désigne généralement la pêche par des navires sans nationalité, des navires battant pavillon d'un pays non partie à l'ORGP régissant cette zone de pêche ou cette espèce en haute mer, ou la récolte dans des zones non réglementées.
Les causes de la pêche illégale, non déclarée et non réglementée (INN) sont similaires à celles de nombreux autres types de crimes environnementaux internationaux : les pêcheurs pirates ont une forte motivation économique étant donné que de nombreuses espèces de poissons, en particulier celles qui ont été surexploitées et qui sont donc en pénurie, ont une valeur financière élevée.
La pêche INN peut avoir de grandes chances de succès - c'est-à-dire un taux de rendement élevé - en raison de l'incapacité des gouvernements à réglementer de manière adéquate (par exemple, couverture insuffisante des accords internationaux), ou à faire appliquer les lois nationales ou internationales (par exemple, en raison d'un manque de capacités ou de mauvais niveaux de gouvernance). La pêche INN s'explique notamment par le fait qu'un certain nombre d'États offrant des pavillons de complaisance ne réglementent pas efficacement les navires inscrits sur leurs registres, ce qui incite les navires à s'immatriculer auprès de ces États.
Comme personne ne signale les captures effectuées par les pirates, leur niveau de pêche ne peut être quantifié avec précision, mais il est estimé à environ 11 à 19% des poissons pêchés dans le monde, ce qui correspond à entre 11 et 26 millions de tonnes de poisson par an.

## Impacts économiques et environnementaux
L'une des conséquences économiques de la pêche illégale, non déclarée et non réglementée (INN) sur les pays en développement est la perte directe de la valeur des prises qui pourraient être effectuées par les pêcheurs locaux si la pêche INN n'avait pas lieu.
Ces pertes comprennent une perte pour le revenu national brut et les recettes publiques provenant des droits de débarquement, des droits de licence et des taxes payables par les opérateurs de pêche légaux. Il existe d'autres impacts indirects en termes de perte de revenus et d'emploi dans les industries connexes ; les pertes de revenus auront aussi tendance à réduire les dépenses de consommation des familles travaillant dans l'industrie de la pêche.
Les récoltes INN peuvent être mises sur le marché à un prix inférieur et créer une concurrence déloyale aux pêcheurs qui respectent les réglementations en vigueur.
La pêche INN peut avoir un impact important sur les espèces ciblées et de les écosystèmes. La pêche a généralement la capacité d'endommager des écosystèmes marins fragiles et des espèces vulnérables telles que les récifs coralliens, les tortues et les oiseaux de mer. En fait, les huit espèces de tortues marines sont aujourd'hui menacées, et la pêche et la chasse illégales sont deux des principales raisons de leur destruction. La réglementation des pêches légitimes vise à atténuer ces impacts, mais les pêcheurs INN respectent rarement les règlements. Cela peut réduire la productivité et la biodiversité futures et créer des déséquilibres dans les écosystèmes.
Cela peut conduire à une réduction de la sécurité alimentaire dans les communautés qui dépendent fortement du poisson comme source de protéines animales.
La pêche INN peut également entraîner une pression accrue sur les espèces de poissons menacées. La pêche INN peut affecter directement la population des espèces de poissons en augmentant le nombre de poissons capturés au sein de la population malgré les efforts de gestion de la population déployés par la communauté internationale. Indirectement, la substitution (étiquetage erroné) des poissons capturés par la pêche INN à des espèces populaires, mais menacées ou en voie de disparition, augmente l'offre perçue de ces espèces, ce qui fait baisser le prix et augmenter la demande de ces espèces.

## Application adéquate des lois

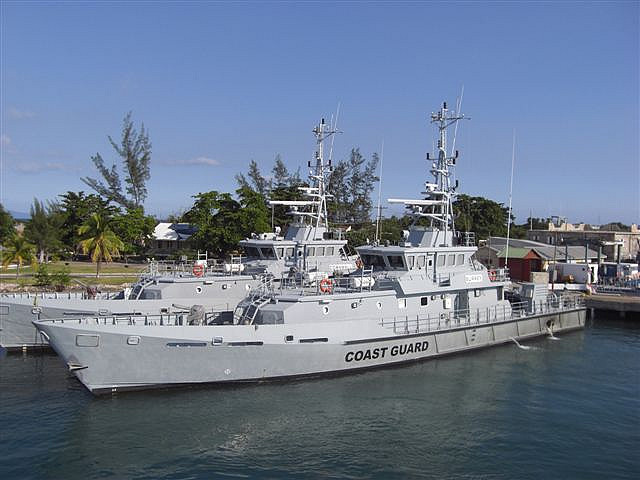
Deux navires garde-côtes de classe Damen Stan 4207 de la marine jamaïcaine, notamment utilisés pour lutter contre la pêche INN (2008).

La pêche illégale et non déclarée (deux des trois composantes de la pêche INN) résulte essentiellement d'un manque d'application adéquate des lois nationales et internationales existantes. De nombreux facteurs sous-tendent l'échec de l'application, notamment les niveaux de gouvernance nationale insuffisants.
L'application de la réglementation sur la pêche en haute mer pose des problèmes évidents, notamment pour localiser et appréhender les navires pirates, mais il existe des solutions, principalement grâce à l'amélioration des systèmes de contrôle et de surveillance.
De nombreux pêcheurs pirates s'en sortent actuellement sans aucune poursuite légale, en raison de la difficulté de surveiller chaque bateau de pêche. Cette situation commence à changer grâce aux nouvelles technologies qui permettent d'observer et de suivre chaque bateau depuis l'espace. Cette surveillance par satellites est possible par le biais de radiobalises, que tous les bateaux en mer sont tenus d'avoir. La mise en place de ce nouveau système de surveillance - conjugué à une surveillance par image satellite haute résolution des navires - devrait empêcher à l'avenir la pratique de la pêche INN.

## Responsabilité de l'État du pavillon
En vertu de la Convention des Nations unies sur le droit de la mer, les États sont responsables des navires (y compris les navires de pêche) qui battent leur pavillon. S'il est incontestable que les personnes pratiquant la pêche INN peuvent faire l'objet de sanctions juridiques, la mesure dans laquelle les États du pavillon peuvent être tenus responsables, en vertu du droit international, des activités de pêche INN de leurs navires est moins clairement définie.
En mars 1999, les ministres des pêches des États membres de la FAO adoptent la « Déclaration de Rome » sur l'application du Code de conduite pour une pêche responsable. Cette déclaration, précise entre autres, que les États membres prévoient l'élaboration d'un plan d'action mondial pour lutter contre la pêche INN, y compris les activités des navires battant pavillon de complaisance. Le manque de signatures et de ratifications requises pour son entrée en vigueur (notamment des grands pays de l'Est de l'Asie qui possèdent la plus grande flotte mondiale de bateaux de pêche), conduit les États les plus motivés à prendre des mesures unilatérales.
En mars 2013, la question de la responsabilité de l'État du pavillon pour la pêche INN a été portée devant le Tribunal international du droit de la mer dans le cadre d'une demande d'avis consultatif présentée par la Commission sous-régionale des pêches (CSRP) d'Afrique de l'Ouest. La CSRP a demandé au Tribunal de donner son avis sur les quatre questions suivantes :
1. Quelles sont les obligations de l'État du pavillon dans les cas où des activités de pêche illégale, non déclarée et non réglementée (INN) sont menées dans la zone économique exclusive d'États tiers ?
2. Dans quelle mesure l'État du pavillon est-il tenu responsable des activités de pêche INN menées par des navires battant son pavillon ?
3. Lorsqu'une licence de pêche est délivrée à un navire dans le cadre d'un accord international avec l'État du pavillon ou avec une agence internationale, l'État ou l'agence internationale est-il responsable de la violation de la législation de pêche de l'État côtier par le navire en question ?
4. Quels sont les droits et obligations de l'État côtier en matière de gestion durable des stocks partagés et des stocks d'intérêt commun, en particulier les petits pélagiques et le thon ?

Dans ses soumissions au Tribunal, la CSRP a souligné la gravité du problème de la pêche INN en Afrique de l'Ouest et la nécessité d'un régime clair de responsabilités des États du pavillon en ce qui concerne les navires pratiquant ce commerce. La CSRP a fait valoir que ses États membres n'avaient pas été en mesure d'engager avec succès des poursuites contre les pêcheurs INN à la suite d'arraisonnements en raison du manque de soutien et de coopération des États du pavillon.
Un certain nombre d'États et d'organisations internationales ont présenté des observations adoptant des positions diverses sur les quatre questions ci-dessus. Certains États ont estimé que le Tribunal n'avait pas la compétence consultative nécessaire pour répondre à ces questions. Tant le gouvernement de l'Espagne, un des principaux contributeurs au problème de la pêche INN, que le Royaume-Uni ont adopté une telle position. Un certain nombre d'autres États ont estimé que la responsabilité de l'État du pavillon en matière de pêche INN devrait prendre la forme d'une responsabilité générale de faire preuve de diligence raisonnable à l'égard des navires et de leurs activités, plutôt que d'une obligation d'aider aux poursuites ou d'une autre exigence plus substantielle.
Dans son avis consultatif émis le 2 avril 2015, le Tribunal a adopté l'approche de la diligence raisonnable. Le Tribunal a estimé que les États du pavillon n'ont qu'une obligation générale de prendre les mesures nécessaires pour s'assurer que leurs ressortissants et les navires battant leur pavillon ne se livrent pas à des activités de pêche INN. Cette obligation peut être satisfaite en adhérant aux normes internationales généralement acceptées en matière de réglementation des navires de pêche et en se conformant aux traités internationaux qui indiquent les meilleures pratiques. Dans le même temps, le Tribunal a estimé que, dans les eaux côtières, c'est à l'État côtier qu'incombe la responsabilité première de prévenir la pêche INN et non à l'État du pavillon.